# Emiliano Tardif
Emiliano Tardif (Saint-Zacharie, Quebec, Canadá, 6 de junio de 1928 - Córdoba, 8 de junio de 1999) fue un sacerdote y misionero católico canadiense, declarado Siervo de Dios por la Iglesia Católica.

## Biografía
Ingresó a la Congregación Misioneros del Sagrado Corazón de Jesús (MSC), donde emitió sus primeros votos el 8 de septiembre de 1949, y sus votos perpetuos tres años después, siendo ordenado sacerdote el 24 de junio de 1955. Hizo sus estudios de filosofía en Watertown, Estados Unidos, y de teología en Quebec. Enviado como misionero a la República Dominicana, fue uno de los fundadores del Seminario Misionero "San José de las Matas", instituto del cual también fue profesor; dirigió la revista "Amigo del Hogar", y fue elegido provincial de su instituto. En 1973, la tuberculosis le obligó a regresar a su patria para recibir adecuada asistencia médica.
Según su propio testimonio, después de la visita de un grupo de amigos del Movimiento de la Renovación Carismática Católica, que habían orado en su habitación del hospital, el P. Tardif sanó de forma inesperada. A su regreso a América Latina, se estableció en Nagua, un municipio pobre en la provincia María Trinidad Sánchez de la República Dominicana, donde fundó numerosas escuelas de evangelización. Durante seis meses trabajaba como párroco, y el resto del año viajaba por el país y al extranjero, guiando retiros espirituales, y llenando iglesias y estadios en donde proclamaba el amor y el poder sanador de Jesús, y oficiaba la Misa; llegando a ser muy ampliamente conocido en toda América Latina, y en múltiples países de habla y cultura hispánica y francesa. Viajó por todo el mundo, llegando a visitar más de 70 países. En todos los lugares visitados, los encuentros de oración que él presidía seguían un esquema establecido conforme a la doctrina de la iglesia: formación catequética, celebración de Misa, procesión eucarística, y oración de sanidad o sanación.

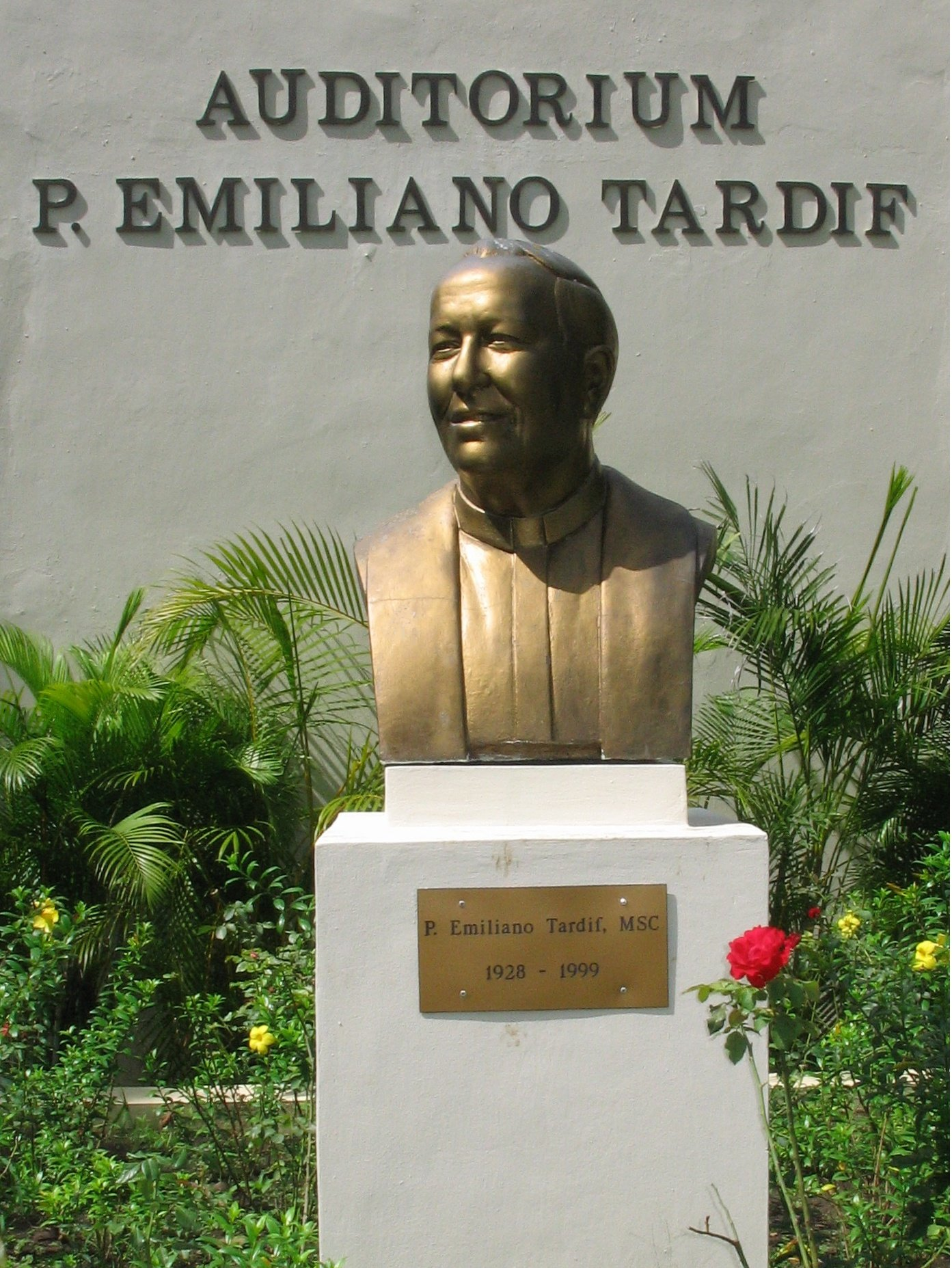
Busto del P. Emiliano situado en la Escuela de Evangelización de Santo Domingo.

Miembro fundador de la Comunidad Siervos de Cristo Vivo, dedicada a la adoración y a la transformación en Cristo. 
Debido a su incansable labor magisterial, ministerial y misionera, llegó a convertirse en uno de los pioneros en llevar el movimiento de la Renovación Carismática al seno de la iglesia católica en múltiples países y ciudades de América Latina.
Sensible al uso de los medios de comunicación social para la evangelización, Emiliano Tardif participó en numerosas transmisiones de televisión, y dejó escritos tres libros y una ponencia, todos traducidos a diversas lenguas. El primero de ellos, titulado "Jesús está vivo", ha sido traducido a 22 idiomas. 

## Fallecimiento
El 8 de junio de 1999, en la ciudad de San Antonio de Arredondo, en la provincia de Córdoba, Argentina, mientras dirigía un retiro espiritual para más de 250 sacerdotes carismáticos, falleció de un infarto cardíaco. Con ocasión de sus funerales, el presidente de la República Dominicana, Leonel Fernández, proclamó un día de luto nacional, dadas las cualidades humanas y morales de Emiliano Tardif, y por los beneficios y servicios sociales que éste había brindado a la nación. El cuerpo del Padre Emiliano fue trasladado a la República Dominicana, siendo sepultado inicialmente en el cementerio de Santiago de los Caballeros. Posteriormente su cuerpo fue trasladado en el 2007 a la cripta bajo la Capilla “Jesús Resucitado” de la  Escuela de Evangelización “Juan Pablo II”, en la capital Santo Domingo.

## Proceso de beatificación
El 1 de diciembre de 2010, la Congregación para las Causas de los Santos autorizó el inicio de la investigación diocesana, primera fase prevista en el proceso de canonización. Emilio Tardif fue declarado Siervo de Dios por sus méritos.
En la ciudad de Santiago de los Caballeros hay una institución educativa privada que lleva su nombre. Se trata del Colegio "Padre Emiliano Tardif". Sus valores se basan en la creatividad, pluralismo y solidaridad, con una educación humanística al servicio de la vida, tal como en su vida lo estuvo el P. Emiliano Tardif. Su coordinador académico general, Narciso E. González B., M.A., conoció a este hombre de fe, y es por eso que la filosofía organizaciónal de esa institución educativa ha sido inspirada sobre los ideales y valores humanos y cristianos del Padre Tardif.

## Catálogo de escritos
1. Jesús está vivo
2. Jesús es el Mesías
3. La vuelta al mundo sin maleta
4. El poder de Dios